# 코바이아아과
코바이아아과(cobaea亞科, 학명: Cobaeoideae 코바이오이데아이[*])는 꽃고비과의 아과이다.

## 하위 분류
- Bonplandia Cav.
- Cantua Juss. ex Lam.
- Cobaea Cav.